# 馬坦薩斯穴鼠
馬坦薩斯穴鼠（Boromys torrei）是古巴特有的一種棘鼠科。牠們棲息在亞熱帶或熱帶低地的潮濕森林。